# Fort de Bolærne
Le fort de Bolærne est un ouvrage militaire situé sur l'île de Østre Bolærne, dans l'Oslofjord extérieur. C'est l'un des forts côtiers de la forteresse d'Oslofjord. Le fort est situé sur l'île de Østre Bolærne de l'archipel de Bolærne, au large de Nøtterøy, dans la municipalité de Færder (comté de Vestfold).

## Création du fort
À l'automne 1916, les Forces armées norvégiennes ont commencé un développement provisoire sur l'île de quatre anciens canons Bofors de 120 mm et deux canons de 65 mm pour sécuriser la base principale de la marine qui était à l'époque Karljohansvern à Horten.

## L'entre-deux-guerres
En janvier 1935, le développement commence sur Østre Bolærne avec trois canons Bofors de 150 mm L/50.

## L'invasion de 1940

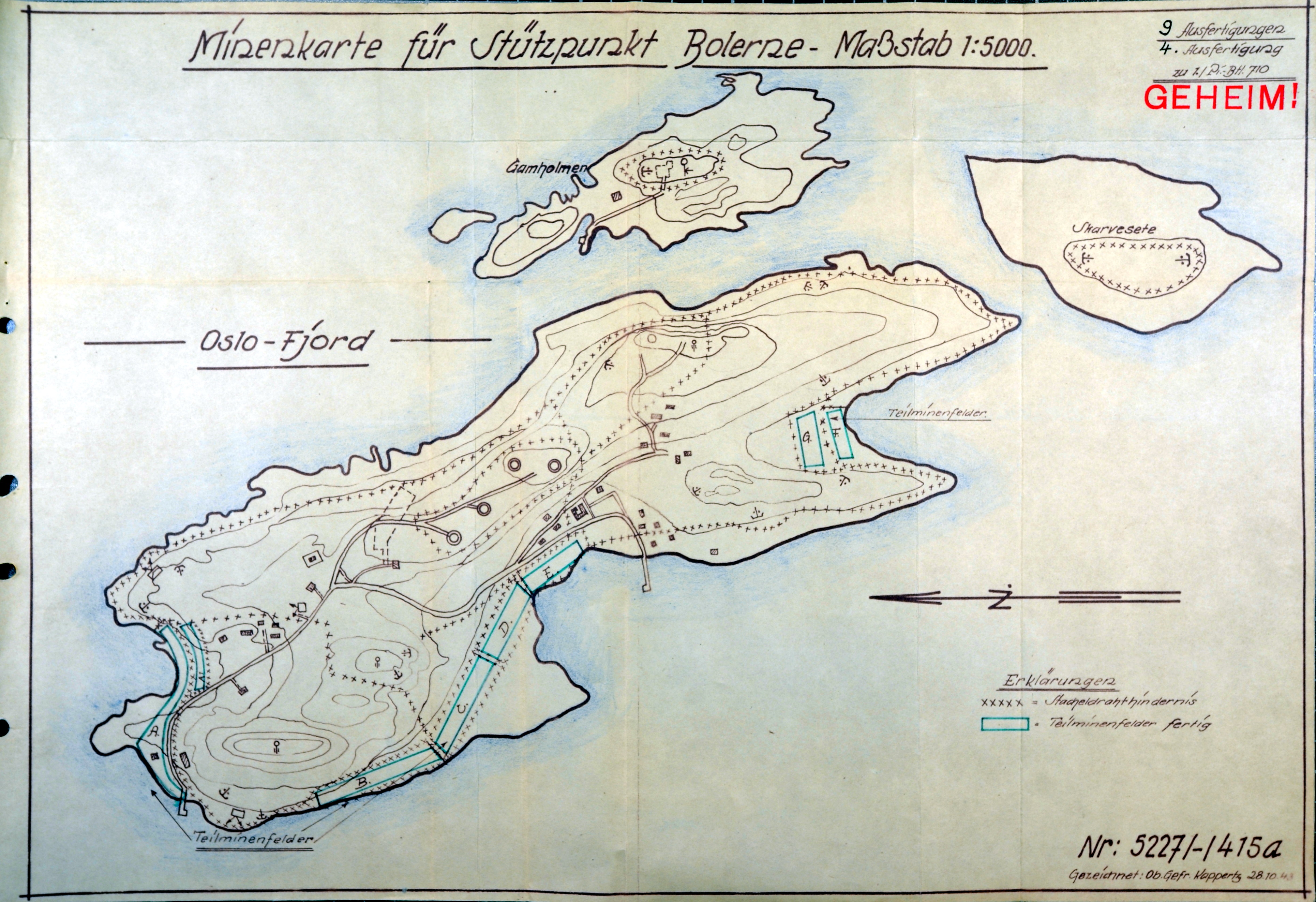
Carte minière allemande de la Bolærne

À 23h32 le 8 avril 1940, l'observateur de Bolærne aperçoit trois petits navires dans le brouillard, après qu'ils ont presque dépassé le champ d'observation du poste de commandement. Le commandant du fort, le major FW Færden, a ordonné le feu avec des grenades explosives, mais le commandant de la batterie était tellement inexcusé par les règles de neutralité qu'il a ordonné des coups de semonce. Les navires ont répondu au coup de semonce en éblouissant le fort avec des projecteurs. Lorsque le commandant a fait tirer brusquement la batterie, l'équipage non formé n'a ouvert le feu qu'après que les navires soient sortis du secteur. Le matin du 9 avril, le brouillard s'est levé, et entre Les 9 et 10, les Allemands ont tenté d'attaquer le fort avec trois navires plus petits. Le commandant du fort a laissé les navires venir au milieu du fjord avant d'ordonner d'ouvrir le feu. Après cinq tirs, les Allemands reculent en posant un écran de fumée. Après l'attaque, le fort a été bombardé par des avions. Les Allemands ont de nouveau attaqué avec deux navires. À 12h14, un premier canon est mis hors service, et à 12h23, un second canon est mis également hors de combat, mais les Allemands reculaient toujours. Les frappes aériennes se sont poursuivies toute la journée. Après que les Allemands aient remarqué que les défenses aériennes norvégiennes étaient inefficaces, ils se sont rapprochés et ont couvert le fort de tirs de mitrailleuses. Après des attaques répétées, deux canons sur trois étaient hors de combat à 09h40 le 10 avril. Le dernier canon a eu une chance de tirer quelques coups avant qu'il ne soit également hors service. À 12h30, le fort hisse un drapeau blanc pour marquer sa reddition. Le soldat Hans Christian Furuseth a été tué en levant le drapeau. Plus tard dans la soirée, l'équipage est emmené du Bolærne par les Allemands.

## Pendant la Seconde Guerre mondiale
Pendant la guerre, la puissance occupante a armé l'île avec un canon supplémentaire de 150 mm HKL/50 Bofors et en 1944, quatre canons K331 de 105 mm ont été installés dans la batterie du tunnel. L'ancienne batterie était désignée « MKB 3/501 Bolärne », la batterie tunnel « HKB 8./980 Kongshavn (983) » (MKB ⇒ Marine-Küsten-Batterie).

## Pendant la guerre froide

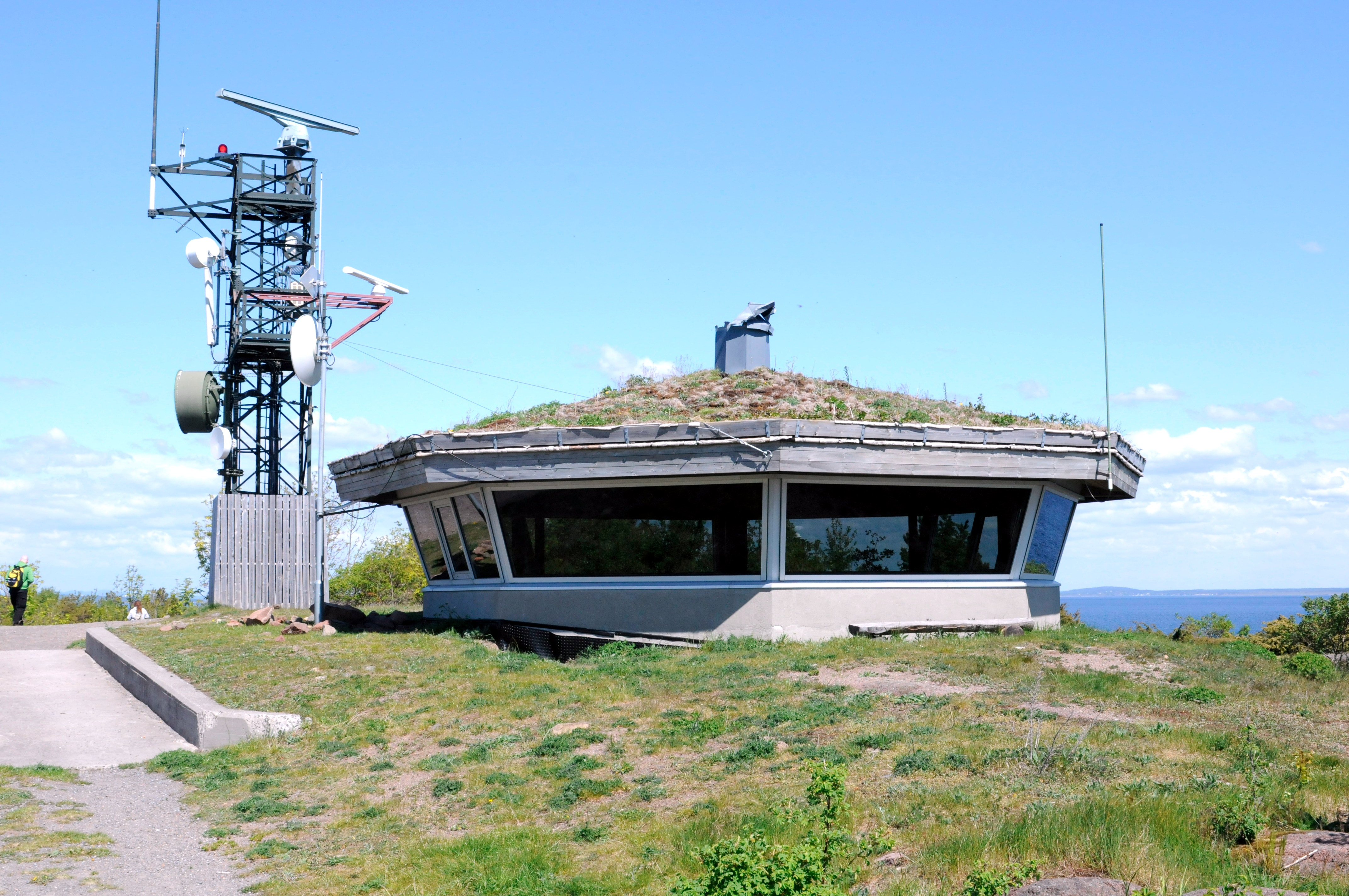
Poste de signalisation

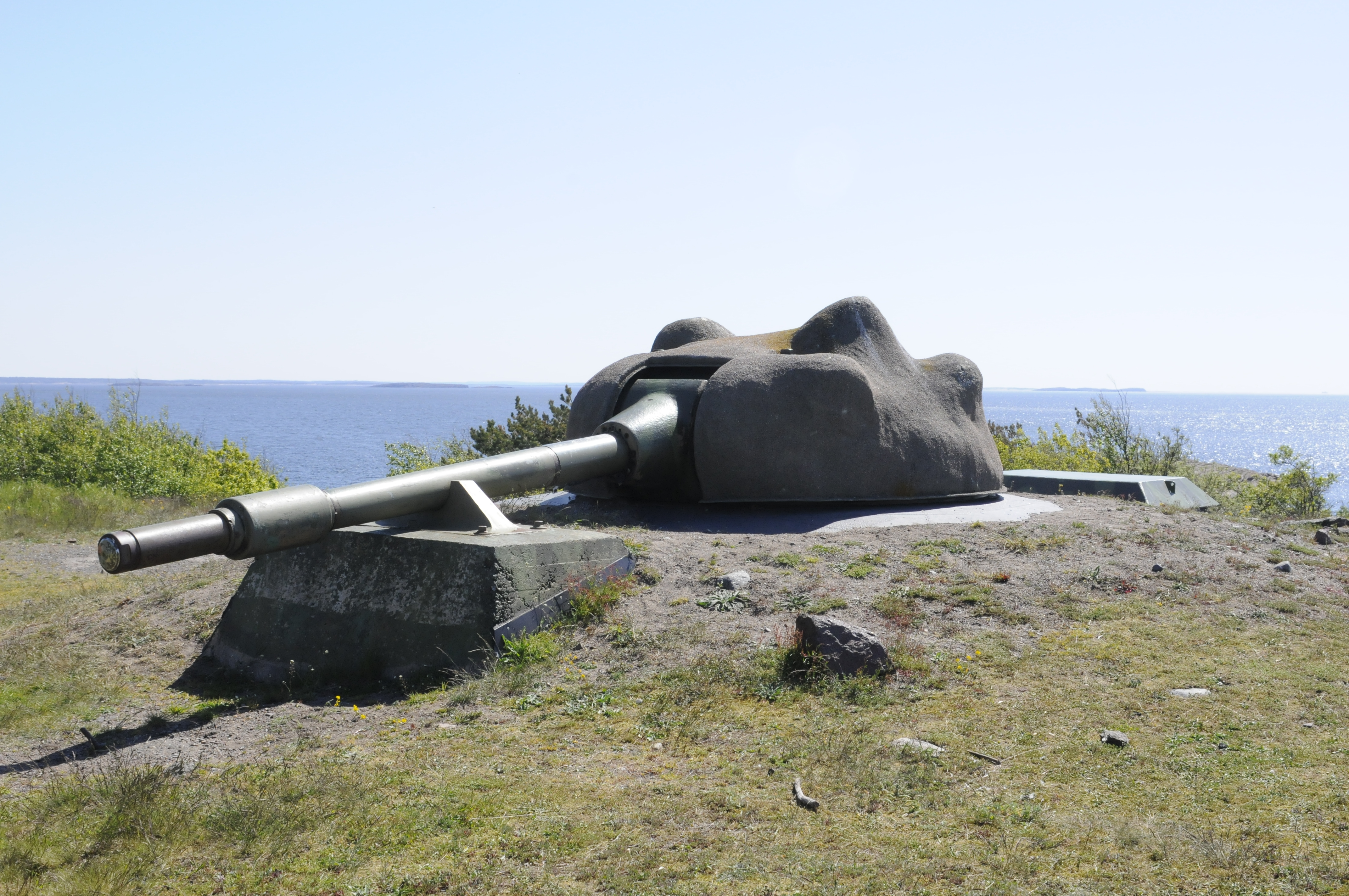
Canon Bofors de 75 mm

Pendant la guerre froide, Bolærne et le fort de Rauøy ont formé la ligne Bolærne-Rauøy qui était censée empêcher un ennemi de pénétrer dans l'Oslofjord. Un champ de mines contrôlable a été aménagé à Huikjæla en temps de paix. La station minière est située sur Vestre Bolærne. Lors de la mobilisation, un champ de mines incontrôlable devait être posé entre Rauøy et Bolærne, de sorte que le trafic maritime devait passer entre le continent et, respectivement, Rauer ou Bolærne. Pendant toute la guerre froide, les forts de Bolærne ou de Rauøy étaient des forts en attente où les principales batteries devaient être prêtes à ouvrir le feu avec un préavis de 30 minutes. En 1981, l'exigence a été réduite à 4 heures.
En 1950/51, les canons de la batterie du tunnel sont remplacés par 4 anons de 127 mm SKC/34. Les canons Bofors ont été progressivement supprimés avant 1960. En 1972, deux canons à tourelle Bofors de 75 mm ont été montés, et un autre a été monté en 1974. À Vestre Bolærne, une installation de stockage a été construite dans la montagne pour les actifs de l'OTAN qui étaient principalement utilisés dans les années 1960 de la marine ouest-allemande.

## La fermeture du fort
La batterie du tunnel et le champ de mines ont été mis hors service en 1999. Les batteries à trois tours ont été mis sous cocon en 2001. En 2004, Bolærne a été vendue à la Brunstad Christian Church. Après de nombreux débats politiques, l'église a renoncé à la propriété, de sorte qu'elle a été vendue au conseil du comté de Vestfold et ouverte en tant qu'espace extérieur. Avant que la zone ne soit ouverte au public, les îles ont été sécurisées en remplissant les tranchées, en maçonnant les bunkers et en rapprochant les positions de défense et en enlevant les barbelés. Les canons de la batterie du tunnel restent, mais ont été rebriqués, de sorte que les tubes de canon dépassent des casemates.

## Activités du musée
En 2013, l'installation de montagne de deux des canons de la tour a été scellée, mais les canons eux-mêmes sont restés. Le canon le plus au sud et la station radar sont ouverts aux visites en été sous les auspices de la Tønsberg Defence Association.